# Sudirman Cup 2007
Sudirman Cup 2007 var den 10. udgave af Sudirman Cup – verdensmesterskabet i badminton for mixed landshold. Mesterskabet blev arrangeret af Badminton World Federation og afviklet i Glasgow, Skotland i perioden 11. – 17. juni 2007.
Mesterskabet blev afviklet i seks niveauer med deltagelse af i alt 48 hold, hvor det kun var de otte hold i det øverste niveau (gruppe 1), der havde mulighed for at vinde selve Sudirman Cup-pokalen. I de øvrige niveauer spillede holdene om op- og nedrykning mellem niveauerne til næste Sudirman Cup.
Surdirman Cup-titlen blev vundet af Kina, der vandt mesterskabet for anden gang i træk og sjette gang i alt. I finalen besejrede kineserne Indonesien med 3-0. Bronzemedaljerne gik til England, som dermed vandt medaljer ved Sudirman Cup for første gang, og Sydkorea. Efter at have besejret Malaysia med 3-2 i en placeringskamp endte Danmark på femtepladsen. Det var Danmarks dårligste placering ved Sudirman Cup indtil da.

## Samlet rangering
| Gruppe 1 | Gruppe 1   |
| -------- | ---------- |
| Guld     | Kina       |
| Sølv     | Indonesien |
| Bronze   | Sydkorea   |
| Bronze   | England    |
| 5.       | Danmark    |
| 6.       | Malaysia   |
| 7.       | Hongkong   |
| 8.       | Thailand   |

| Gruppe 2 | Gruppe 2  |
| -------- | --------- |
| 9.       | Japan     |
| 10.      | Singapore |
| 11.      | Polen     |
| 12.      | Taiwan    |
| 13.      | Tyskland  |
| 14.      | Holland   |
| 15.      | Rusland   |
| 16.      | Sverige   |

| Gruppe 3 | Gruppe 3    |
| -------- | ----------- |
| 17.      | Frankrig    |
| 18.      | Indien      |
| 19.      | Skotland    |
| 20.      | USA         |
| 21.      | New Zealand |
| 22.      | Ukraine     |
| 23.      | Ukraine     |
| 24.      | Finland     |

| Gruppe 4 | Gruppe 4   |
| -------- | ---------- |
| 25.      | Australien |
| 26.      | Tjekkiet   |
| 27.      | Italien    |
| 28.      | Bulgarien  |
| 29.      | Schweiz    |
| 30.      | Wales      |
| 31.      | Estland    |
| 32.      | Spanien    |

| Gruppe 5 | Gruppe 5   |
| -------- | ---------- |
| 33.      | Irland     |
| 34.      | Litauen    |
| 35.      | Slovenien  |
| 36.      | Sri Lanka  |
| 37.      | Sydafrika  |
| 38.      | Peru       |
| 39.      | Luxembourg |
| 40.      | Norge      |

| Gruppe 6 | Gruppe 6     |
| -------- | ------------ |
| 41.      | Portugal     |
| 42.      | Belgien      |
| 43.      | Hviderusland |
| 44.      | Slovakiet    |
| 45.      | Island       |
| 46.      | Tyrkiet      |
| 47.      | Cypern       |
| 48.      | Letland      |